# Refugio naval Betbeder
El refugio naval Betbeder es un refugio abandonado de Argentina en la Antártida. Se ubica en la isla Cerro Nevado en la costa este de la península Antártica. Pertenece a la Armada Argentina y fue inaugurado el 1 de enero de 1954 por el capitán de fragata Luis T. de Villalobos.
El refugio se halla en el extremo norte de la isla, cercano al cabo Costa Lázara, sobre las aguas del estrecho Arguindeguy/Ripamonti, y enfrentado a la isla Marambio/Seymour.
Lleva el nombre en homenaje al vicealmirante Onofre Betbeder (1861-1915), quien fuera el primer comandante de la fragata Presidente Sarmiento y dos veces ministro de Marina de Argentina.
El mismo día que se instaló el refugio, la Armada Argentina tomó posesión de la cabaña de la expedición sueca de Otto Nordenskjöld en 1903, renombrándola refugio Suecia. Dicho refugio se halla en las cercanías del refugio Betbeder.